# Ouville-la-Rivière
Ouville-la-Rivière es una comuna francesa situada en el departamento de Sena Marítimo, en la región de Normandía.

## Demografía
| 674 | 642 | 645 | 609 | 634 | 602 | 457 |
| Para los censos de 1962 a 1999 la población legal corresponde a la población sin duplicidades (Fuente: INSEE [Consultar]) |     |     |     |     |     |     |